# NGC 1931
NGC 1931 é um aglomerado aberto com nebulosa na direção da constelação de Auriga. O objeto foi descoberto pelo astrônomo William Herschel em 1793, usando um telescópio refletor com abertura de 18,6 polegadas. Devido a sua moderada magnitude aparente (+10,1), é visível apenas com telescópios amadores ou com equipamentos superiores. 